# Paralcaligenes
Paralcaligenes es un género de bacterias gramnegativas de la familia Alcaligenaceae. Fue descrito en el año 2011. Su etimología hace referencia al lado de Alcaligenes. Son bacterias aerobias y móviles por flagelo polar. Son catalasa y oxidasa positivas. Se encuentran en suelos. 

## Taxonomía
Actualmente existen 2 especies descritas:
- Paralcaligenes ginsengisoli
- Paralcaligenes ureilyticus